# 静岡地方気象台
静岡地方気象台（しずおかちほうきしょうだい）は、静岡県静岡市駿河区曲金2-1-5に所在する地方気象台。

## 概要
東京管区気象台の管轄下にあり、静岡県内の地上気象観測、地域気象観測（アメダス）、生物季節観測からなる気象観測業務、予報業務、地震情報・防災・広報業務を行っている。
所在地は、静岡県静岡市駿河区曲金2-1-5。

## 組織
- 静岡地方気象台長
  - 次長
    - 業務・危機管理官
      - 業務係

    - 観測予報管理官
      - 統括予報官
      - 予報官（3名）
      - 気象情報官
      - 主任技術専門官
      - 技術専門官（2名のうち1名を静岡県へ派遣）
      - 現業班（2名）

    - 防災管理官
      - 調査官
      - 地域防災官
      - リスクコミュニケーション推進官
      - 防災気象官
      - 土砂災害気象官
      - 水害対策気象官
      - 南海トラフ地震防災官
      - 火山防災官
      - 防災業務係
      - 防災指導係
      - 地域防災係（2名）
      - 要配慮者対策係
      - 防災情報係
      - 気象情報基準評価係
      - 流域治水対策係
      - 火山防災調整係

## 天気予報区分
中部
- 中部北 - 静岡市北部、川根本町
- 中部南 - 静岡市南部、藤枝市、焼津市、島田市、牧之原市、吉田町

東部
- 富士山南東 - 御殿場市、三島市、裾野市、沼津市、小山町、長泉町、清水町
- 富士山南西 - 富士市、富士宮市

西部
- 遠州北 - 浜松市北部
- 遠州南 - 浜松市南部、御前崎市、菊川市、掛川市、袋井市、磐田市、湖西市、森町

伊豆
- 伊豆北 - 熱海市、伊東市、伊豆の国市、伊豆市、函南町
- 伊豆南 - 下田市、東伊豆町、河津町、西伊豆町、松崎町、南伊豆町